# Minyaspis acapitula
Minyaspis acapitula is een rankpootkreeftensoort uit de familie van de Oxynaspididae. De wetenschappelijke naam van de soort is voor het eerst geldig gepubliceerd in 1995 door Foster & Buckeridge.